# Orsan
Orsan este o comună în departamentul Gard din sudul Franței. În 2009 avea o populație de 1.094 de locuitori.

## Evoluția populației
| An        | 1975 | 1982 | 1990 | 1999  | 2006  | 2009  |
| --------- | ---- | ---- | ---- | ----- | ----- | ----- |
| Populație | 847  | 968  | 961  | 1.014 | 1.133 | 1.094 |